# The Ultimate -International Best-
The Ultimate -International Best- é a segunda coletânea japonesa lançada pelo grupo sul-coreano Big Bang, em 25 de maio de 2011 pela YG Entertainment. O álbum é composto por quinze canções pertencentes a discografia coreana e japonesa do grupo, além de um DVD contendo vídeos musicais. Após o seu lançamento, The Ultimate -International Best- posicionou-se em número sete pela parada semanal japonesa Oricon Albums Chart.

## Lista de faixas
| The Ultimate -International Best – CD |                                      |                           |         |  |
| N.º                                   | Título                               | Do álbum                  | Duração |  |
| 1.                                    | "VIP" (Intro)                        | For the World             | 0:40    |  |
| 2.                                    | "How Gee"                            | For the World             | 3:14    |  |
| 3.                                    | "Number 1"                           | Number 1                  | 3:20    |  |
| 4.                                    | "Haru Haru"                          | Stand Up                  | 4:16    |  |
| 5.                                    | "With U"                             | With U                    | 3:02    |  |
| 6.                                    | "Baby Baby" (versão japonesa)        | Big Bang                  | 3:53    |  |
| 7.                                    | "Lies"                               | Always                    | 3:49    |  |
| 8.                                    | "Make Love"                          | Number 1                  | 3:37    |  |
| 9.                                    | "Everything"                         | Number 1                  | 3:54    |  |
| 10.                                   | "Always" (versão japonesa)           | Big Bang                  | 3:55    |  |
| 11.                                   | "So Beautiful"                       | For the World             | 3:37    |  |
| 12.                                   | "Shake it"                           | Big Bang Vol.1-Since 2007 | 3:45    |  |
| 13.                                   | "This Love"                          | Big Bang Vol.1-Since 2007 | 3:30    |  |
| 14.                                   | "We Belong Together"                 | With U                    | 3:56    |  |
| 15.                                   | "Together Forever" (versão japonesa) | Number 1                  | 4:01    |  |

| The Ultimate -International Best – DVD |                            |         |  |
| N.º                                    | Título                     | Duração |  |
| 1.                                     | "How Gee" (Vídeo musical)  |         |  |
| 2.                                     | "Number 1" (Vídeo musical) |         |  |
| 3.                                     | "With U" (Vídeo musical)   |         |  |
| 4.                                     | "With U" (Video- making)   |         |  |

## Desempenho nas paradas musicais
The Ultimate -International Best- estreou em seu pico de número sete em ambas as paradas japonesas Billboard Japan Top Albums Sales e Oricon Albums Chart, nesta última, suas vendas em 2011 atingiram 14,933 mil cópias. 
| Paradas (2011)                           | Melhor posição |
| ---------------------------------------- | -------------- |
| Japão (Billboard Japan Top Albums Sales) | 7              |
| Japão (Oricon Weekly Albums Chart)       | 7              |

## Histórico de lançamento
| Região | Data                 | Formato | Gravadora                      |
| ------ | -------------------- | ------- | ------------------------------ |
| Japão  | 19 de agosto de 2009 | CD+DVD  | YG Entertainment Village Again |